# Ricardo de Freitas Carreira
Ricardo de Freitas Carreira (* 20. Januar 1978) ist ein ehemaliger brasilianischer Fußballspieler.

## Karriere
2001 unterschrieb er einen Vertrag beim japanischen Zweitligisten Ventforet Kofu. Für Kofu bestritt er 20 Zweitligaspiele. Von 2004 bis 2005 war er bei EC Taubaté unter Vertrag. 2006 wechselte er zu Grêmio Barueri. 2007 kehrte er zu Taubaté zurück.